# Verbascum tetrandrum
Verbascum tetrandrum är en flenörtsväxtart som beskrevs av Jean François Gustave Barratte och Murb.. Verbascum tetrandrum ingår i släktet kungsljus, och familjen flenörtsväxter. Inga underarter finns listade i Catalogue of Life.